# Justicia candicans
Justicia candicans är en akantusväxtart som först beskrevs av Christian Gottfried Daniel Nees von Esenbeck, och fick sitt nu gällande namn av L.D.Benson. Justicia candicans ingår i släktet Justicia och familjen akantusväxter. Inga underarter finns listade i Catalogue of Life.